# Are You Ready? (nummer van Pacific Gas & Electric)
"Are You Ready?" is een nummer van de Amerikaanse band Pacific Gas & Electric, van het gelijknamige album uit 1970. Het nummer is geschreven door drummer Charlie Allen en John Hill. In Nederland was het te horen als herkenningsmelodie van de popquiz à go-go.
De single bereikte in de Amerikaanse Billboard Hot 100 een 14e positie, terwijl in Nederland en België respectievelijk de 2e en 1e positie werd behaald. "Are You Ready?" is hiermee de meest succesvolle single van de band. 

## Hitnoteringen

### Nederlandse Top 40
| Hitnotering: 01-08-1970 t/m 17-10-1970 | Hitnotering: 01-08-1970 t/m 17-10-1970 | Hitnotering: 01-08-1970 t/m 17-10-1970 | Hitnotering: 01-08-1970 t/m 17-10-1970 | Hitnotering: 01-08-1970 t/m 17-10-1970 | Hitnotering: 01-08-1970 t/m 17-10-1970 | Hitnotering: 01-08-1970 t/m 17-10-1970 | Hitnotering: 01-08-1970 t/m 17-10-1970 | Hitnotering: 01-08-1970 t/m 17-10-1970 | Hitnotering: 01-08-1970 t/m 17-10-1970 | Hitnotering: 01-08-1970 t/m 17-10-1970 | Hitnotering: 01-08-1970 t/m 17-10-1970 | Hitnotering: 01-08-1970 t/m 17-10-1970 | Hitnotering: 01-08-1970 t/m 17-10-1970 |
| Week                                   | 1                                      | 2                                      | 3                                      | 4                                      | 5                                      | 6                                      | 7                                      | 8                                      | 9                                      | 10                                     | 11                                     | 12                                     | 13                                     |
| -------------------------------------- | -------------------------------------- | -------------------------------------- | -------------------------------------- | -------------------------------------- | -------------------------------------- | -------------------------------------- | -------------------------------------- | -------------------------------------- | -------------------------------------- | -------------------------------------- | -------------------------------------- | -------------------------------------- | -------------------------------------- |
| Positie                                | 18                                     | 9                                      | 6                                      | 4                                      | 3                                      | 2                                      | 3                                      | 4                                      | 6                                      | 10                                     | 16                                     | 26                                     | uit                                    |

### NPO Radio 2 Top 2000
| Nummer met noteringen in de NPO Radio 2 Top 2000 | '99  | '00  | '01  | '02  | '03  | '04  | '05  | '06-'07 | '08  | '09  | '10  |
| ------------------------------------------------ | ---- | ---- | ---- | ---- | ---- | ---- | ---- | ------- | ---- | ---- | ---- |
| Are You Ready?                                   | 1133 | 1652 | 1707 | 1672 | 1344 | 1300 | 1958 | -       | 1998 | 1775 | 1962 |

1. ↑  Een '-' betekent dat het nummer niet was genoteerd en een vetgedrukt getal geeft de hoogste notering aan.
2. ↑  Deze tabel is bijgewerkt tot en met de laatste editie (2024).